# Linea JR Tozai
La linea JR Tozai (JR東西線?, Jei-āru Tōzai-sen) è un servizio ferroviario suburbano dell'area metropolitana di Osaka, in Giappone. È gestita dalla West Japan Railway Company del Gruppo JR ed il suo nome letteralmente significa "est-ovest". Scorre in sotterranea attraverso il centro di Osaka, e si connette alla linea JR Gakkentoshi presso la stazione di Kyōbashi, e alle linee JR Takarazuka e JR Kobe alla stazione di Amagasaki.

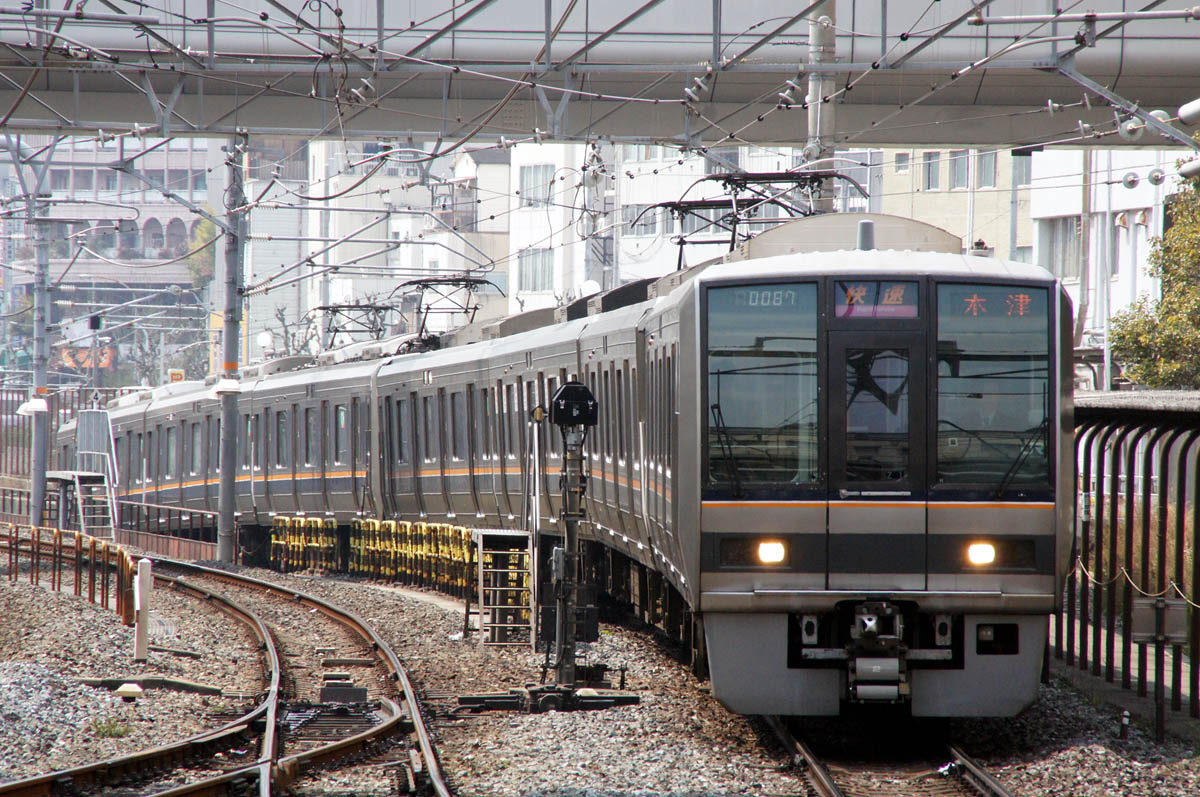
Un treno della serie 207 arrivando alla stazione di Kyobashi

Tutte le stazioni si trovano nella città di Osaka, tranne il capolinea di Amagasaki, città della Prefettura di Hyōgo. I convogli che si immettono nella Tozai provengono dalle altre linee e possono essere sia locali che espressi ecc., ma quando la percorrono si fermano a tutte le stazioni, offrendo un servizio simile a quello della sopraelevata linea Circolare di Ōsaka, anch'essa del Gruppo JR, e delle varie linee della metropolitana cittadina.

## Storia
La linea fu proposta dalle Ferrovie Nazionali nel 1971 per unire la linea Katamachi (nome ufficiale della Gakkentoshi), che collega Osaka con il nord-est, a quelle di JR Fukuchiyama (altro nome della Takarazuka) e JR Kobe, che si trovano rispettivamente a nord-ovest e ad ovest. Venne inizialmente denominata linea Katafuku (da Fukuchiyama e Katamachi). Il permesso di costruire arrivò 10 anni dopo, ma i lavori si interruppero per problemi di ordine economico.
Nel 1988 avvenne la privatizzazione delle ferrovie nazionali e la neonata West Japan Railway Company diede vita ad una consociata chiamata Kansai Rapid Railway Co., Ltd. (関西高速鉄道株式会社?, Kansai kōsoku tetsudō kabushiki gaisha) per la realizzazione della linea, che venne completata nel 1997.

## Servizi
I convogli si fermano in tutte le stazioni della linea. Alcuni terminano alla stazione di Amagasaki, ma la maggior parte continuano sulla linea JR Kōbe per Nishi-Akashi oppure sulla linea JR Takarazuka per Fukuchiyama e Takarazuka. Tutti i treni diretti a est invece continuano sulla linea Katamachi oltre Kyobashi verso nord-est e, dopo aver attraversato la Prefettura di Osaka, si inoltrano nella parte meridionale di quella di Kyoto per poi piegare verso sud-est ed arrivare nella zona di Nara.

## Stazioni
| Stazione         | Giapponese | Dalla stazione precedente | Distanza progressiva | Collegamenti | Posizione                      | Posizione                      |
| ---------------- | ---------- | ------------------------- | -------------------- | --- | ------------------------------ | ------------------------------ |
| Kyōbashi         | 京橋       | -                         | 0,0                  | ■ Linea Katamachi (linea Gakkentoshi) ■ Linea Circolare di Ōsaka ■ Linea principale Keihan Linea Nagahori Tsurumi-ryokuchi | Prefettura di Osaka Osaka      | Jōtō-ku                        |
| Ōsakajō-kitazume | 大阪城北詰 | 0,9                       | 0,9                  | | Prefettura di Osaka Osaka      | Miyakojima-ku                  |
| Ōsakatemmangū    | 大阪天満宮 | 1,3                       | 2,2                  | Linea Tanimachi Linea Sakaisuji (presso la stazione di Minami-Morimachi) | Prefettura di Osaka Osaka      | Kita-ku                        |
| Kitashinchi      | 北新地     | 1,4                       | 3,6                  | ■ Linea principale Tōkaidō（linee Kyoto, Kobe e Fukuchiyama) ■ Linea Circolare di Ōsaka (presso la stazione di Ōsaka) Linea Midōsuji (stazione di Umeda) Linea Tanimachi (stazione di Higashi-Umeda) Linea Yotsubashi (stazione di Nishi-Umeda ■ Linea principale Hanshin (stazione di Umeda) ■ Linee Hankyū ● Kōbe, ● Takarazuka e ● Kyōto ■ Linea Keihan Nakanoshima (stazione di Watanabebashi) | Prefettura di Osaka Osaka      | Kita-ku                        |
| Shin-Fukushima   | 新福島     | 1,2                       | 4,8                  | ■ Linea Circolare di Ōsaka (presso la stazione di Fukushima) ■ Linea principale Hanshin (presso la stazione di Fukushima) ■ Linea Keihan Nakanoshima (stazione di Nakanoshima) | Prefettura di Osaka Osaka      | Fukushima-ku                   |
| Ebie             | 海老江     | 1,2                       | 6,0                  | ■ Linea principale Hanshin (presso la stazione di Noda) Linea Sennichimae (presso la stazione di Nodahanshin) | Prefettura di Osaka Osaka      | Fukushima-ku                   |
| Mitejima         | 御幣島     | 2,6                       | 8,6                  | | Prefettura di Osaka Osaka      | Nishi-Yodogawa-ku              |
| Kashima          | 加島       | 1,7                       | 10,3                 | | Prefettura di Osaka Osaka      | Yodogawa-ku                    |
| Amagasaki        | 尼崎       | 2,2                       | 12,5                 | ■ Linea principale Tōkaidō（linee Kobe e Fukuchiyama (Takarazuka)) | Amagasaki, prefettura di Hyōgo | Amagasaki, prefettura di Hyōgo |